# Kurt Bühligen
Kurt Bühligen (13 décembre 1917 – 11 août 1985) est un as allemand de la Luftwaffe durant la Seconde Guerre mondiale. Au cours de sa carrière qui débuta en 1940, il combattit au sein d'une même et seule escadre (chose assez rare à l'époque), la célèbre JG 2 Richthofen. Il remporta 112 victoires aériennes, toutes contre l'adversaire américano-britannique, ce qui fait de lui un des meilleurs pilotes de l'histoire.

## Début de carrière
Comme beaucoup de futurs grands as, Kurt Bühligen commence par pratiquer le vol à voile dès son adolescence. À 15 ans, il entre dans une école de pilotage et en 1936, c'est la Luftwaffe qui lui ouvre les bras. Tout d'abord mécanicien, le jeune Bühligen souhaite cependant voler et en 1938, il est accepté dans le personnel navigant dans la chasse. Il est toujours en formation quand les hostilités en Europe éclatent le 1er septembre 1939. À l'époque, le temps accordé aux jeunes recrues avant de les envoyer au front était encore assez élevé. Affecté à la 2./JG 2 en tant que Gefreiter, c'est seulement en été 1940 en pleine bataille d'Angleterre que Bühligen devenu Unteroffizier va faire ses premières armes.

## Premiers succès
Le 4 septembre 1940, Kurt Bühligen effectue sa 18e sortie et descend son premier adversaire, un Spitfire, deux minutes après que le Feldwebel Erich Rudorffer en fasse autant en se défaisant d'un Hawker Hurricane. Les deux hommes auront une carrière parallèle jusqu'en 1943. Muté à la 6./JG 2, il remporte encore sept victoires supplémentaires jusqu'à la fin de l'année.
Bühligen va sortir des rangs l'année suivante, durant l'offensive non-stop de l'été 1941 face à la RAF. Alors que la plupart des escadres ont déménagé en Russie, voire en Afrique du Nord, les JG 1, JG 2 et JG 26 se retrouvent seuls responsables de la garde à l'Ouest. En se montrant un pilote talentueux et calme même en situation critique, Bühligen s'avère un pilote précieux sur ce front, les pilotes et les avions anglais étant d'un tout autre calibre que leurs homologues soviétiques. Bühligen parvient ainsi à abattre 16 chasseurs du 21 juin au 4 septembre, jour il reçoit la croix de chevalier de la croix de fer, en même temps que l'Oberfeldwebel Josef Wurmheller, autre futur grand as de la JG 2.
Bientôt promu Leutnant, Bühligen devient Staffelführer (ou Staffelkapitän par intérim) de la 4./JG 2 le 15 avril 1942, Staffelkapitän officiellement cette fois le 1er août 1942. Les victoires du groupe sont cependant au compte-goutte pour tout le groupe au cours des premiers mois de l'année. Les choses changent du tout au tout le 19 août 1942 lors de la tentative de débarquement de Dieppe par les Alliés. Ce jour-là, plus de 70 escadrilles de chasseurs et de bombardiers de la RAF assurent la couverture des forces au sol. La Luftwaffe et la flack vont alors réagir rapidement et la fin de la journée, plus de 100 appareils anglais étaient abattus. Les FW 190 de la JG 2 se tailleront la part du lion avec plus de 60 victoires. Bühligen en revendiquera pour sa part 4, la palme revenant à Josef Wurmheller avec 7 succès.

## Exploit en Tunisie
Titulaire de 28 victoires à l'issue de cette bataille, Bühligen va bientôt suivre le II./JG 2 en Afrique du Nord à la fin du mois de novembre 1942, pour participer à la campagne de Tunisie. Le groupe est alors récemment commandé par le Hauptmann Adolf Dickfeld titulaire de plus de 100 victoires sur le front Est. L'Oberleutnant Erich Rudorffer, le Staffelkapitän de la 6./JG 2 est lui aussi de la partie. Déjà aguerri face aux Spitfire anglais du front de la Manche, Bühligen va connaître un succès spectaculaire sur ce nouveau front.
Après deux Spitfire et deux P-38 revendiqués en décembre, Kurt Bühligen est très actif début 1943 au-dessus du désert tunisien bien que bon nombre des missions soient concentrées dans des attaques au sol. En janvier 1943, l'as allemand descend treize appareils et en ajoute pas moins de 22 en février, et cinq de plus début mars. Soit un total de 44 victoires en un peu plus de trois mois, dont douze en seulement trois jours d'affilée (deux au 4 février 1943). Ce sera là sa meilleure période. Ses victoires africaines comprennent un P-39, neuf P-40, treize P-38, vingt Spitfire et un bombardier B-26 Marauder. Déjà promu Oberleutnant fin janvier, son score en est maintenant à 72 et côtoie celui des meilleurs as du front Ouest.

## Face à la8eAir Force
Le II./JG 2 retourne en France à la mi-mars et va alors devoir s'impliquer de plus en plus dans l'interception quotidienne des bombardiers lourds américains et leur escorte musclée. Néanmoins, les chasseurs américains sont encore dans l'incapacité de suivre leurs protégés jusqu'au bout de leur mission faute d'une autonomie suffisante. La supériorité aérienne est encore à ce moment-là en ballottage favorable pour les Allemands et les hommes de la Richthofen comme Kurt Bühligen vont continuer à accroître leurs succès.
Kommandeur du II./JG 2 dès le 15 juin, le désormais Hauptmann Bühligen continue sa belle série de victoires : deux chasseurs le 4 juillet, son premier B-17 et un Hawker Typhoon le 30 juillet, trois B-17 en deux sorties le 6 septembre. En tout, ce sont onze chasseurs et sept quadrimoteurs lourds qui tombent sous ses coups avant la fin de l'année, qu'il termine avec un palmarès de 90 victoires.
Le 25 février 1944, il abat son 96e adversaire, à nouveau un B-17. Le 2 mars 1944, jour de la disparition du Kommodore Egon Mayer (102 victoires), Bühligen se voit (avec cinq autres pilotes) récompensé des feuilles de chêne au quartier-général de Hitler. Le 27 avril, l'escadre perd à nouveau son Kommodore en la personne de Kurt Ubben (en) (110 victoires) et c'est donc Kurt Bühligen devenu Major qui prend la tête de l'escadre à laquelle il appartient depuis le début. Il la gardera jusqu'à la fin de la guerre.

## Le front de Normandie
Bühligen va devoir bientôt faire face à un nouveau débarquement : celui de Normandie. La supériorité aérienne alliée est alors écrasante et la JG 2 va devoir se battre dans des conditions bien plus difficiles qu'en août 1942. Montrant l'exemple, Bühligen revendique en ce 6 juin 1944 la première victoire de l'escadre sur ce nouveau front, l'une des toutes premières victoires allemandes de la bataille. Il ne lui en manque qu'une seule pour atteindre le chiffre 100. Ce sera chose faite dès le lendemain en fin de soirée contre deux P-47. Josef Priller, Kommodore de la JG 26 et qui vient lui de remporter ses 97e et 98e est présent ce jour-là au retour de mission de Bühligen pour féliciter son frère d'arme. Priller atteindra le 15 juin pour obtenir le même score, Bühligen lui sera sept fois vainqueur en Normandie.
Le 14 août, Bühligen rencontre une nouvelle fois le Führer pour recevoir les glaives à sa croix de chevalier de même qu'une promotion au grade d'Oberstleutnant. L'as n'a alors jamais été abattu par un quiconque adversaire, si ce n'est quelques projectiles reçus dans le fuselage. Mais malgré cela, Bühligen ne peut que constater les lourdes pertes subies par son escadre et la Luftwaffe en général face à la supériorité écrasante des chasseurs alliés, et n'hésite pas exposer les faits à Hitler :
« Depuis plus de deux ans, nous nous battons en état d'infériorité numérique. De plus, nos avions sont devenus plus lents au lieu de devenir plus rapides. Les chasseurs des Américains et des Anglais sont plus rapides que nous d'environ 70 km/h ».
Johannes Steinhoff également présent ce jour-là demande alors l'entrée en service du prometteur Me 262 à réaction en faveur de la défense du Reich. Mais Hitler rejette catégoriquement cette demande car il veut utiliser cet avion comme bombardier d'attaque au sol et réfute toute idée de « défense ».
La JG 2 remportera ses dernières victoires en Normandie le 27 août et n'aura pas démérité. Ses trois groupes auront revendiqué plus de 140 victoires mais auront aussi à déplorer de nombreux morts et blessés, insupportables à la longue. Le III./JG 2 aura été le plus touché avec notamment la perte de quatre Staffelkapitän de la seule 10./JG 2 et deux Kommandeur, les Hauptmann Herbert Huppertz (en) (78 victoires) et Josef Wurmheller (102 victoires et présent à la JG 2 depuis 1941).

## La fin de laRichthofen
La JG 2 n'aura aucun répit jusqu'au bout et subira une inexorable usure comme toutes les autres escadres sur tous les fronts. L'apogée vint le 1er janvier 1945 dans l'opération Bodenplatte où nombre d'entre elles furent lancées dans une attaque inutile et coûteuse des bases alliées en Belgique et en Hollande. La JG 2 de Bühligen participe aussi mais la mission est une catastrophe pour les Allemands. L'escadre perd 40 % de ses avions et 24 de ses pilotes, sans compter dix capturés et quatre blessés. En avril, le I./JG 2 est même dissout faute d'avions mais à cette date, l'Allemagne a déjà perdu la guerre.
En mai 1945, Bühligen survole la ligne de front quand une panne moteur oblige son pilote à un atterrissage forcé du mauvais côté. Capturé par les Russes, ces derniers le condamnent à 5 ans d'emprisonnement alors même que Bühligen n'a jamais combattu sur le front Est. Il sera libéré en 1950 après avoir (aux dires d'autres prisonniers) résisté courageusement aux interrogatoires, privations et autres persécutions des geôliers soviétiques.
L'Oberstleutnant Kurt Bühligen a effectué environ 700 missions de combat et remporté 112 victoires aériennes toutes contre le seul adversaire occidental, quatrième meilleure performance derrière Hans-Joachim Marseille, Heinrich Bär et le pilote de chasse de nuit Heinz-Wolfgang Schnaufer. Jamais abattu, excepté trois atterrissages d'urgence à cause de problèmes mécaniques, il n'aura en outre jamais perdu un ailier ce qui constitue une performance encore plus rare.
Un des grands noms de la Luftwaffe, Kurt Bühligen s'est éteint de cause naturelle le 11 août 1985 à l'âge de 67 ans.